# Ninpen Manmaru
Ninpen Manmaru (忍ペンまん丸) é um mangá japonês escrito e ilustrado por Mikio Igarashi. Foi serializado na revista da Enix, Monthly Shōnen Gangan, de 1995 a 1999. Uma adaptação para anime de 48 episódios foi produzida pela Shin-Ei Animation, dirigida por Tetsuo Yasumi e transmitida pela TV Asahi entre 5 de julho de 1997 e 28 de março de 1998.
O nome oficial em inglês é Manmaru The Ninja Penguin.

## Videogame
Em 1997, um jogo de ação em 3D baseado em Ninpen Manmaru foi lançado para o Sega Saturn, desenvolvido pela TamTam e publicado pela Enix Corporation.